# 틀루토
틀루토(tlooto)는 학술 연구자들에게 문헌 검색 및 분석 서비스를 제공하는 AI 기반 연구 지원 서비스이다. 생성적 사전 학습 변환기 모형(tlooto 1.0, tlooto 2.0)과 2억 건 이상의 학술 논문 데이터베이스를 활용해 연구 질문에 답하고 인용을 제공한다. 이 서비스는 사용자가 다양한 학문 분야에서 아이디어를 발견하는 데 도움이 되며 APA, MLA, ISO 690을 포함한  인용 스타일과 다국어 번역을 지원한다. tlooto는 주로 학생, 연구자, 학계 전문가를 대상으로 제공된다. 학술 기관, 대학, 연구 기관을 대상으로 한 B2B 서비스로도 제공된다. 이 플랫폼은 출처있는 정확한 정보를 제공하여 연구 효율성을 향상시키는 것을 목표로 한다.

## 목적
tlooto는 철학자 플라톤(Plato), 탈레스(Thales), 아리스토텔레스(Aristotle)의 이름에서 착안한 명칭으로, 인류 지성사의 흐름 속에서 연구자가 지식의 뿌리를 찾아가는 여정을 돕는 것을 목표로 하는 생성형 AI 기반 학술연구 플랫폼이다. '단순한 요약 툴'이 아닌, 실제로 학문 활동의 본질을 이해하고 지원하기 위해 설계된 구조화된 연구 파트너이다. 
tlooto는 학술 연구에서 고급 도구에 대한 수요가 증가함에 따라 개발되었으며, 특히 연구자가 학술 논문을 작성하는 과정을 지원하기 위해 개발되었다. 이 플랫폼은 고품질 학술 작업을 생산하는 데 필수적인 문헌 분석, 연구 추세 파악, 지식 격차 탐지와 같은 복잡한 작업을 단순화하는 것이 목표이다. 
tlooto는 정확한 인용과 논문 기반의 통찰력을 제공함으로써 연구자들이 뒷받침이 잘 된 포괄적인 논문을 초안하는 데 도움을 준다. 궁극적으로는 논문 작성 과정을 간소화하여 연구자들이 관련 정보를 수집하고 기존 지식을 바탕으로 연구를 진행하기 쉽도록 하는 동시에 연구 및 논문 작성 단계에서 귀중한 시간과 노력을 절약하는 것이다.

## 특징
2025년 기준, tlooto는 2억 건 이상의 논문 전문 및 메타데이터를 보유하고 있으며, 이 방대한 데이터셋 위에 LLM 기술, RAG(Retrieval-Augmented Generation), fine-tuned transformer 모델 등을 결합하여 학문적 탐구를 위한 고정밀 응답 서비스를 제공한다. 기존의 ChatGPT를 포함한 범용적 생성형 AI 서비스와는 달리, tlooto는 citation-aware 모델과 structured summarization, research reasoning, auto-reporting 등의 기능을 통해 진짜 학술 환경에 특화되어 있다.
tlooto는 학술 연구 과정을 향상시키도록 설계된 다양한 기능을 제공한다. 연구 동향을 분석하고, 포괄적인 문헌 검토를 실시하며, 지식 격차를 파악하여 새로운 학문적 기회를 발굴한다. 연구자는 출판 연도, 연구 분야, 인용 포함 등을 기준으로 검색 결과를 구체화하여 선호도에 따라 맞춤형 결과를 얻을 수도 있다. 또한, tlooto는 기존 문헌에서 충분히 탐구되지 않은 분야를 식별하여 새로운 가설과 연구 방향을 제시하기도 한다.
tlooto는 모든 주장에 대해 정확하고 검증된 인용을 제공하고, 줄 단위 또는 문단 단위 참조를 통해 신뢰도를 높인다. AI 기반의 정밀성을 활용해 최고 수준의 저널(예: PubMed, IEEE, Science)에 실린 2억 건의 학술 논문을 검색하여 신뢰할 수 있고 고품질의 연구 결과를 보장한다. 이 플랫폼은 다국어 번역을 지원하여 영어가 아닌 연구 결과를 빠르고 정확하게 번역하여 글로벌하게 학술 연구의 관점을 넓힐 수 있다. 
tlooto는 복잡한 주제를 명확히 하기 위해 논리적 추론과 증거로 풍부한 답변을 제공한다. 최대 10,000자 길이의 질문을 처리할 수 있어 연구자가 매우 자세하고 구체적인 질문 할 수 있다. 핵심 기능 외에도 사용자가 연구 결과와 콘텐츠를 팀원과 공유하여 협업을 용이하게 한다. 또한, 이미지 업로드 기능도 포함되어 있어 사용자가 자신의 연구와 관련된 시각적 데이터나 그림, 혹은 논문 스크린샷을 가지고 분석도 가능하다. 
가장 중요한 점은 tlooto는사용자의 질문이나 답변을 수집하거나 저장하지 않아 모든 상호작용이 비공개적이고 안전하게 유지된다는 것이다. 연구자들은 자신의 데이터가 어떤 목적으로도 추적되거나 저장되지 않는다는 것을 생각하고 실험실, 기업 등 보안이 필요한 곳에서도 사용할 수 있다.

### 2025년 4월 업데이트
2025년 4월, tlooto는 5가지 세분화된 응답 모드를 갖춘 기능을 업데이트했다. 사용자가 글쓰기 요구 사항에 따라 더욱 구체적인 방식으로 학술적 답변을 생성할 수 있도록 하기 위해서이다.  기본값은 'Auto'이지만, 나머지 4가지 모드는 특히 고급 학업 과제에 있어 더 큰 효율성과 유연성을 제공한다.
각 모드는 프롬프트 상자 바로 아래에 있는 tlooto 인터페이스를 통해 접근할 수 있으며, 사용자는 원하는 응답 스타일을 직접 선택할 수 있다. 이 기능들은 초안 작성, 인용, 의역, 연구 질문 공식화 등 학술 연구 및 글쓰기 과정의 다양한 단계에 활용 가능하다.

#### Auto
Auto는 사용자의 입력을 분석하고 아래 4가지 중, 가장 적합한 모드를 자동으로 선택해서 답변해준다. 처음 사용하는 사용자나 한 가지 범주에 딱 들어맞지 않는 질문을 할 때 적합하다. 특별한 선택이 없으면 자동이 기본 응답 모드로 유지된다.

#### 스마트 인용 (Smart Referencing)
Smart Referencing은 사용자의 주장을 뒷받침하는 관련 학술 출처를 제공한다. 예를 들어, 사용자가 "원격 근무는 생산성을 향상시킨다"와 같은 문장을 입력하면 tlooto는 데이터 베이스의 논문들을 분석해 인용문이 포함된, 학문적으로 뒷받침되는 버전을 답변한다. 각 눈문이 선택된 이유에 대한 간략한 설명과 링크도 포함되어 있어 투명성을 높이고 검색 시간을 줄여준다.

#### 아카데믹 확장(Academic Augmentation)
Academic Augmentation은 관련 이론, 프레임워크 또는 이전 연구를 통합하여 기본적이거나 개발이 부족한 콘텐츠를 확장한다. 예를 들어 기본적인 주장이나 설명을 입력하면, 관련된 이론, 사례, 선행연구 등을 자동으로 덧붙여 구조화된 학술 문장으로 발전시켜준다. 단순히 길이만 늘리는 것이 아니라, 실제 논문에서 볼 수 있는 구성과 흐름에 맞게 재구성되기 때문에, 초안 단계에서 문단을 다듬을 때 유용할 것 같다.

#### 패러프레이징(Paraphrasing)
Paraphrasing는 원래 의미를 보존하면서 학술 문장을 다시 써주는데, 오래되거나 지나치게 복잡한 표현을 더 명확하고 현대적인 학술 용어로 대체해준다. 특히, 공식적인 학술적 맥락에서 글을 쓰는 비영어권 사용자에게 유용할 것이다. 사용자가 이미 작성한 문장을 자연스럽게 다듬고 싶을 때도 적합하며, 자신만의 글쓰기 톤에 맞게 맞춰주는 것도 가능하다. 변경한 사항에 대한 간략한 설명도 해준다.

#### 연구 질문 전환(Academic Question)
Academic Question은 사용자가 입력한 문장을 보다 학술적인 연구 질문 형태로 바꿔주는 기능이다. 예를 들어,“AI가 교육에 어떤 영향을 미치는지 궁금하다”처럼 다소 일반적이고 일상적인 문장을 입력하면, 논문이나 리서치에서 활용할 수 있을 만한 정제된 연구 질문으로 변환해준다. 생성된 질문은 단순히 문장만 바꿔주는 것이 아니라, 학문적 기준에 따라 적절한 구조를 갖추고 있으며, 필요한 경우 간단한 설명과 함께 참고 문헌도 덧붙여 제공된다.

## 서비스

### tlooto 1.0
tlooto 1.0은 효율적인 문헌 검색, 분석 및 인용 관리를 제공하여 연구자를 지원하도록 설계된 AI 기반 연구 지원 도구의 초기 버전이다. tlooto 1.0은 신뢰할 수 있는 학술 자료와 기본적인 검색 기능을 제공했지만, 사용 가능한 데이터 양과 처리 능력에 따라 성능과 답변의 깊이가 제한된다. 수백만 건의 학술 논문을 검색할 수 있었지만, 답변의 깊이와 제공된 인용 범위에 어느 정도 제한이 있을 수 있다.

### tlooto 2.0
tlooto 2.0이 출시되면서 서비스가 크게 개선되어 5배 더 스마트하고 자세한 답변을 제공한다. 
tlooto 2.0은 성능이 크게 향상되어, 연구 질문에 대해 더 깊고, 종합적인 답변을 제공하며, 더 다양한 출처에서 인용을 제공한다. 이 버전은 더 정교한 AI 알고리즘을 통해 검색 정확도를 매우 높였다. tlooto 1.0보다 더 많은 학술 논문을 검색하기 때문에, 사용자의 연구에 맞춰 훨씬 디테일한 답변을 제공하고 있다.

## 대상
- 학생 및 연구자 : 문헌 검토, 논문 작성, 새로운 연구 아이디어 탐구
- 교수 및 연구 기관 : AI 기반 참고 자료를 통해 고급 연구, 학술 작업 및 학술 협업 가능
- 기업 : 시장 분석, R&D, 정책 결정에 대한 연구 기반 통찰력 제공
- 대학 및 도서관 : tlooto Copilot( 챗봇 )을 웹사이트 및 포털에 통합하여 즉각적인 학술적 응답과 인용 제공
- 공공 기관 : 신뢰할 수 있는 연구 자료를 활용하여 데이터 기반 정책과 커뮤니티 프로그램을 개발하는 데 도움